# Ayguetinte
Ayguetinte (okzitanisch: Aigatinta) ist eine französische Gemeinde mit 157 Einwohnern (Stand: 1. Januar 2022) im Département Gers in der Region Okzitanien. Sie gehört zum Kanton Baïse-Armagnac im Arrondissement Auch. Die Einwohner werden Aigantintiens genannt.

## Geografie
Ayguetinte liegt etwa 25 Kilometer nordnordwestlich von Auch an der Auloue, die die Gemeinde im Osten begrenzt. Umgeben wird Ayguetinte von den Nachbargemeinden Valence-sur-Baïse im Nordwesten und Norden, Saint-Puy im Nordosten, Larroque-Saint-Sernin im Osten, Castéra-Verduzan im Süden sowie Beaucaire im Westen. 

## Bevölkerungsentwicklung
| Jahr                       | 1962 | 1968 | 1975 | 1982 | 1990 | 1999 | 2006 | 2014 | 2020 |
| Einwohner                  | 222  | 199  | 173  | 172  | 162  | 152  | 175  | 165  | 159  |
| Quellen: Cassini und INSEE |      |      |      |      |      |      |      |      |      |

## Sehenswürdigkeiten

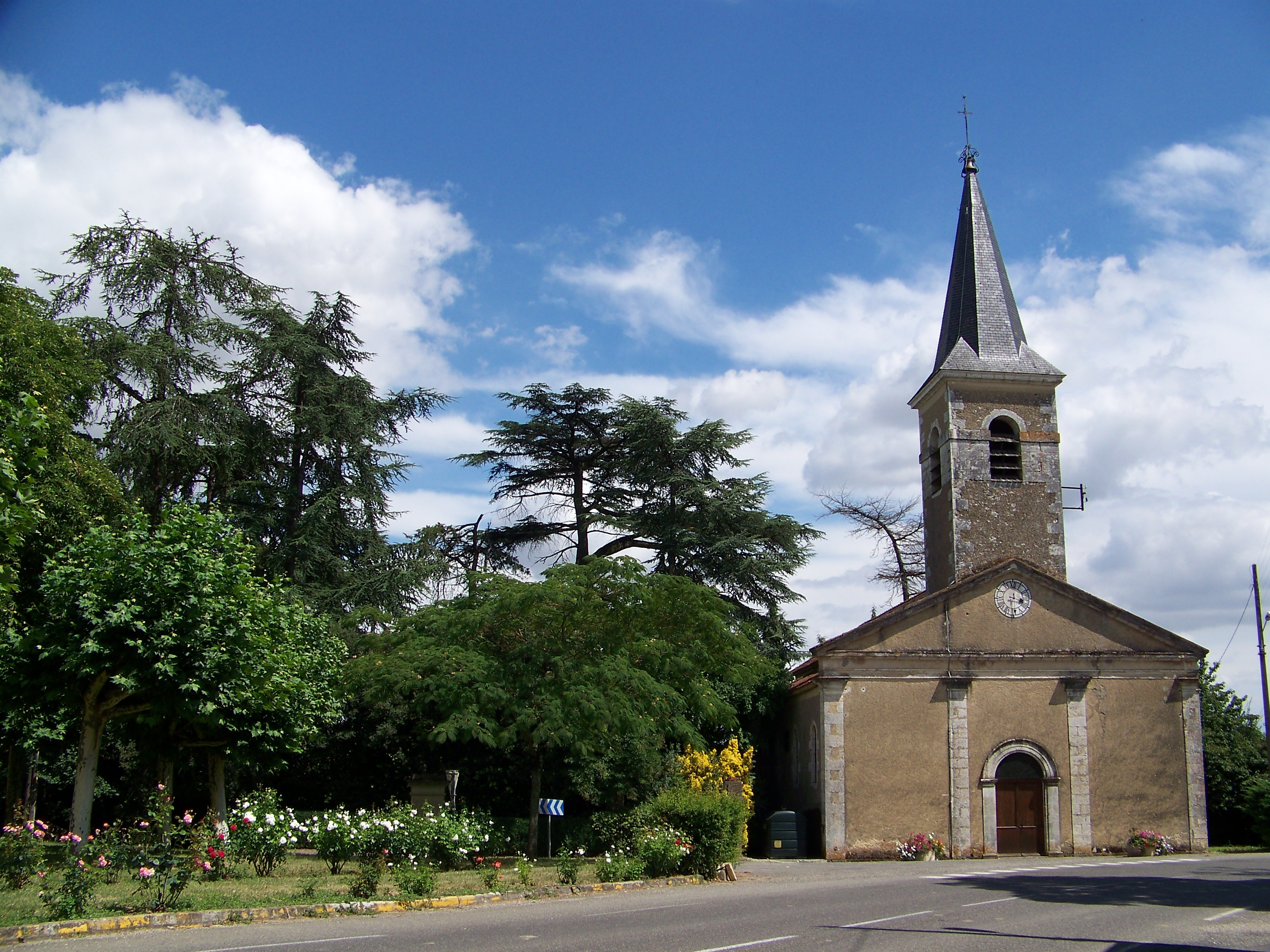
Kirche Sainte-Radegonde
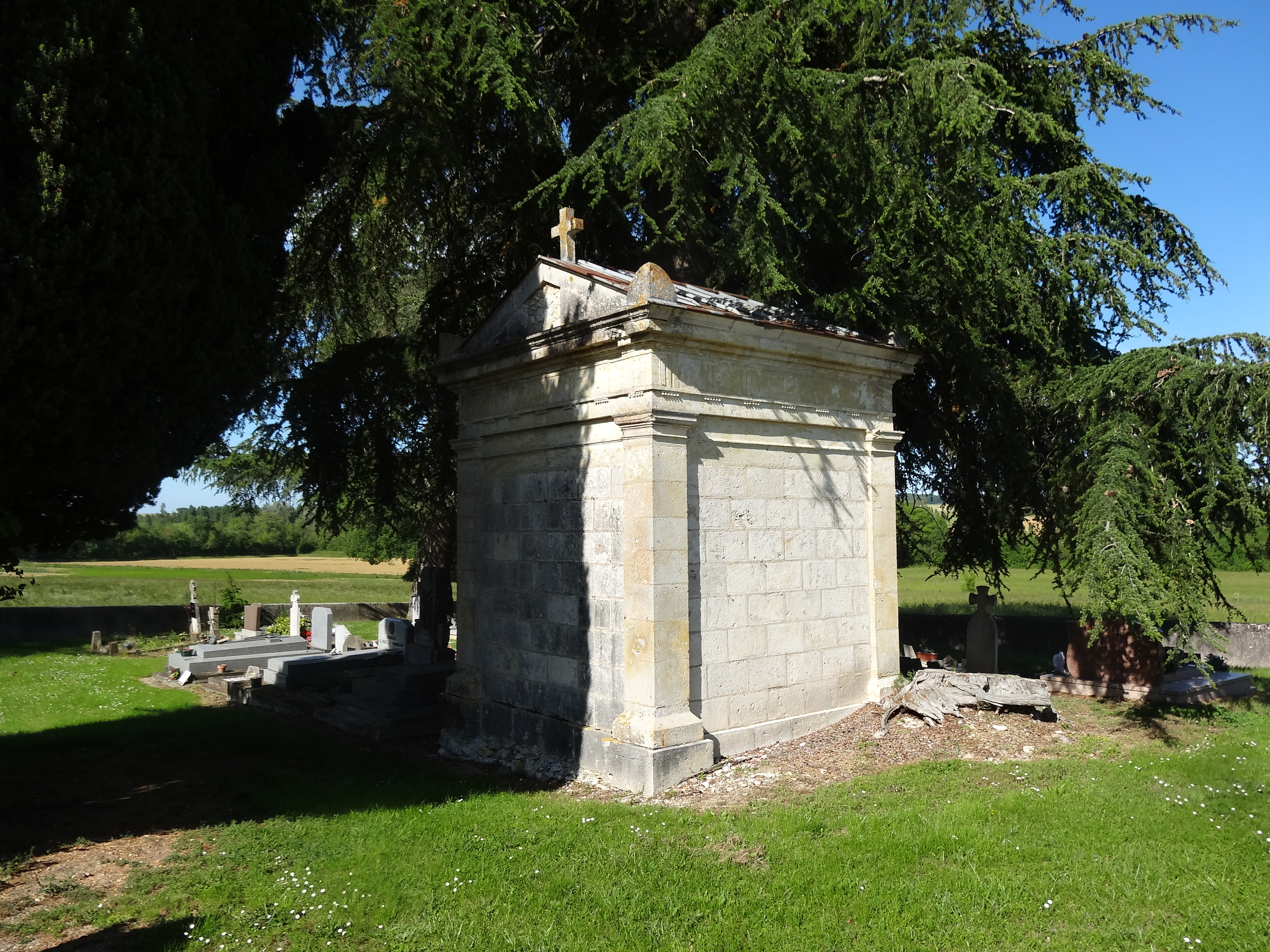
Friedhofskapelle
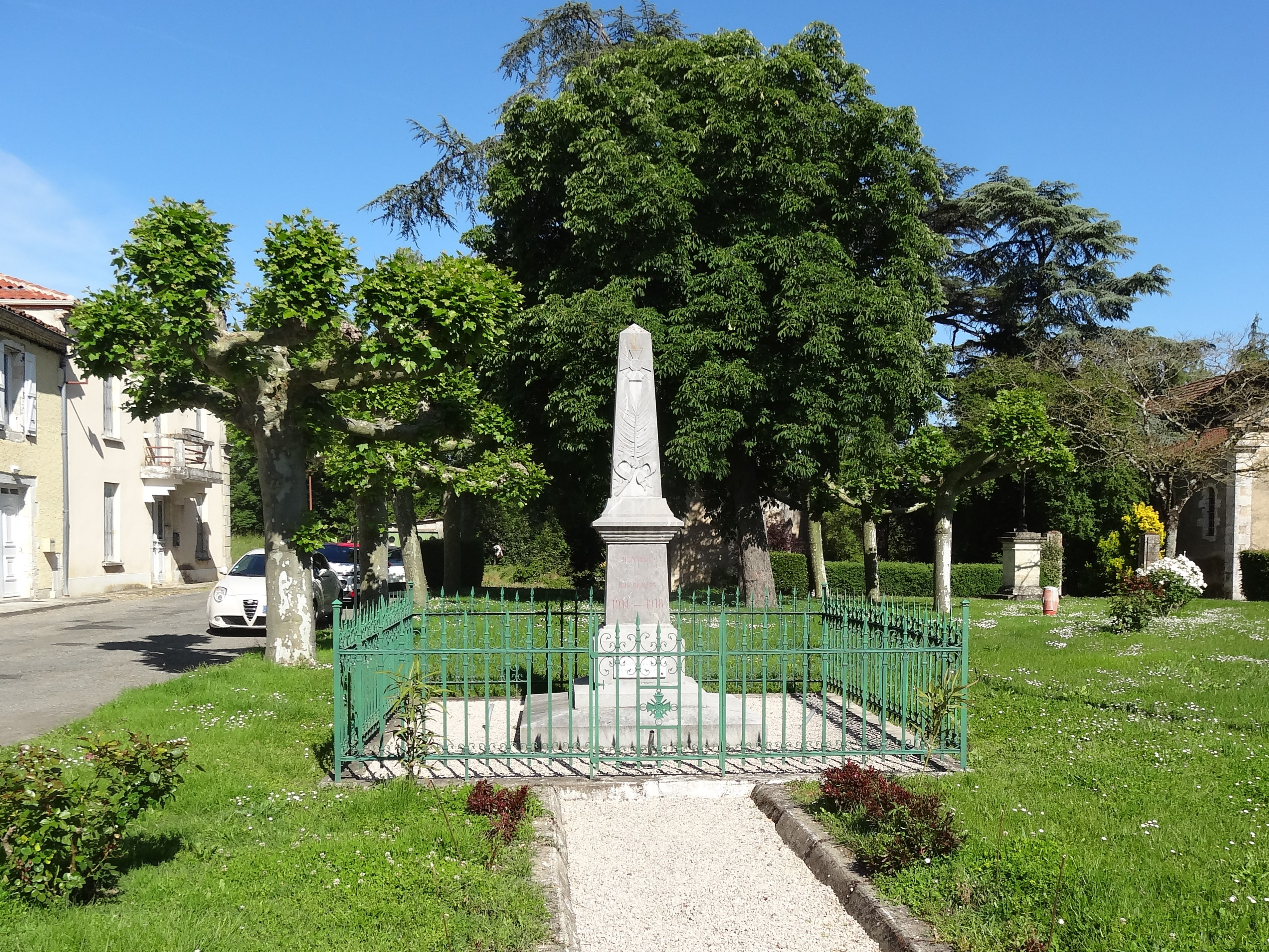
Gefallenendenkmal

- Mühle
- Wehrhaus

- Kirche Sainte-Radegonde
- Friedhofskapelle
- Gefallenendenkmal

## Persönlichkeiten
- Joseph Raulin (1708–1784), Mediziner (Gynäkologe)